# Otmarmusik St. Gallen
Die Otmarmusik St. Gallen ist ein Show- und Unterhaltungsblasorchester aus St. Gallen in der Schweiz. Das Blasorchester trat bei Radio DRS, im Schweizer Fernsehen und im SWR auf. Es unternahm Auslandsreisen in die USA und nach Japan.

## Geschichte
Die Otmarmusik St. Gallen wurde 1926 gegründet, erster Dirigent von 1926 bis 1929 war Xaver Kuster. Von 1929 bis 1943 leitete Gottlieb Osterwalder die Formation, im Anschluss Josef Nagel (1944–1977).
Ab 1977 übernahm Werner Strassmann die musikalische Leitung. In dieser Zeit unternahm die Formation eine Konzertreise nach Japan (1988), nahm an der Tournament of Roses Parade in Pasadena (Kalifornien, USA, 1991) teil, gewann einen 1. Preis bei der St.Patrick's Day Parade in Chicago (USA, 1992), einen 1. Preis beim Nationalen Unterhaltungsmusikwettbewerb in Basel (1997) und einen 2. Rang beim  internationalen Unterhaltungsmusikwettbewerb in St. Gallen (1998). Im Jahr 1994 wurde Strassmann für seine musikalischen Verdienste mit dem Goldenen Violinschlüssel ausgezeichnet.
Von 2005 bis 2013 wurde die Formation von Thomas Biasotto geleitet, der auch Stücke arrangiert und komponiert. Anfang 2007 wurde Biasotto mit dem Sieg im 2. Internationalen Kompositionswettbewerb für Unterhaltungsmusik  mit einem Stück  für die zweite Stärkeklasse ausgezeichnet. Im Jahr 2006 wurde mit Thomas Biasotto die Show "Frank Sinatra & Friends" erstmals aufgeführt und auf DVD aufgezeichnet. Die Show wurde in Begleitung von drei Sängern und der eigenen Tanzgruppe auch beim 30. Openair St. Gallen aufgeführt.
Im Jahr 2013 übernahm mit Stefan Christinger der sechste Dirigent die musikalische Leitung des Unterhaltungsblasorchesters. Mit ihm nahm die Otmarmusik St. Gallen 2016 am Tattoo St. Gallen und The Princely Liechtenstein Tattoo teil und durfte als Schweizer Vertreter an das europäische Blasmusikfestival in Bad Schlema (D).

## Diskografie
- 2009: „Quintessence“, Studio-/Live-Album (Leitung Thomas Biasotto)
- 2006: „Start up the Band“, Studioalbum (Leitung Thomas Biasotto)
- 2006: „Frank Sinatra & Friends“, Live-DVD (Leitung Thomas Biasotto)
- 2004: „Sound Emotions“, Studioalbum (Leitung Werner Strassmann)
- 1998: Schweizer Fernsehen, Video-Clip (im Zusammenhang mit TV-Sendung "Swiss Music Parade")
- 1995: „Live“, Liveaufnahme vom 2. Unterhaltungsmusikwettbewerb St. Gallen (Leitung Werner Strassmann)
- 1988: „Faszination der Blasmusik“, Langspielplatte/CD/Kassette (Leitung Werner Strassmann)
- 1981: „Musik nach Mass“, Langspielplatte/Kassette (Leitung Werner Strassmann)
- 1978: Werbe-Single für Verkehrsverein
- 1975: Werbe-Single für Firma Lista AG
- 1972: Plattenaufnahme der Tanzformation „Otmar-Buebe“